# Nationaal park Foreste Casentinesi, Monte Falterona, Campigna
Het Nationaal park Foreste Casentinesi, Monte Falterona, Campigna (Italiaans: Parco nazionale delle Foreste Casentinesi, Monte Falterona e Campigna) ligt op de grens van de Italiaanse regio's Emilia-Romagna en Toscane. De bossen van het park behoren tot de meest uitgestrekte van Italië. Vijfentachtig procent van de parkoppervlakte is bebost. De noordzijde is het ruigst. Het gebergte is er steil en de dalen diep. De Toscaanse zijde oogt vriendelijker. In het zuidelijkste puntje van het park ligt de berg La Verna met het heiligdom van San Francesco. 
Het oude beukenbos van Sasso Fratino maakt sinds 2017 deel uit van het UNESCO-Werelderfgoedgebied «Oude en voorhistorische beukenbossen van de Karpaten en andere regio's van Europa». 
Een bezienswaardigheid is de waterval van het riviertje de Acquacheta, die een val van 70 meter maakt. De bronnen van de rivieren Tiber en Arno liggen beide in het Toscaanse deel van het park.
De Alta Via dei Parchi loopt door het park.

## Fauna
In het park komen onder meer zoogdieren voor als het edelhert (Cervus elaphus), damhert (Dama dama), ree (Capreolus capreolus), wild zwijn (Sus scrofa), wolf (Canis lupus), das (Meles meles), steenmarter (Martes foina) en vos (Vulpes vulpes) en broeden er vogels als steenuil (Athene noctua), bosuil (Strix aluco), oehoe (Bubo bubo), cirlgors (Emberiza cirlus) en steenarend (Aquila chrysaetos).

## Bezienswaardigheden
- Campigna - gewone zilverspar
- Acquacheta - waterval
- Badia Prataglia - beukenbos
- Camaldoli - klooster
- Fiumicello - molen
- Tredozio- Tramazzo rivierdal
- Chiusi della Verna - dorpje
- Castagno d'Andrea - kastanjebos
- Ridracoli - stuwmeer met stuwdam
- Foresta della Lama - wilde dieren
- Sasso Fratino - eerste natuurreservaat in Italië (1959)
- bron van de Tiber - Monte Fumaiolo
- bron van de Arno - Monte Falterona